# Zimbabue en la Copa Mundial de Rugby de 1991
La Selección de rugby de Zimbabue fue uno de los 16 participantes de la Copa Mundial de Rugby de 1991 que se realizó en Inglaterra.
Fue la segunda participación de los Sables en la Copa Mundial de Rugby.

## Plantel

### Plantel
Entrenador: Ian Buchanan
Backs
1. Brian Currin (C)
2. Craig Brown
3. Mark Letcher
4. Richard Tsimba
5. David Walters
6. Ralph Kuhn
7. Andy Ferreira
8. William Schultz
9. Ian Noble
10. Ewan MacMillan
11. Elimon Chimbima

Forwards
1. Robin Hunter
2. Brian Beattie
3. Adrian Garvey
4. Michael Martin
5. Rob Demblon
6. Chris Botha
7. Brendon Dawson
8. Brenton Catterall
9. Alex Nicholls
10. Honeywell Nguruve
11. Gary Snyder
12. Darren Muirhead
13. Chris Roberts

## Participación

### Grupo B
| Equipo   | Gan. | Emp. | Per. | A favor | En contra | Puntos |
| -------- | ---- | ---- | ---- | ------- | --------- | ------ |
| Escocia  | 3    | 0    | 0    | 122     | 36        | 9      |
| Irlanda  | 2    | 0    | 1    | 102     | 51        | 7      |
| Japón    | 1    | 0    | 2    | 77      | 87        | 5      |
| Zimbabue | 0    | 0    | 3    | 31      | 158       | 3      |

### Encuentros
| 6 de octubre de 1991 | Irlanda                                                                       | 55 – 11 | Zimbabue                            | Lansdowne Road, Dublín,                                                    |                                                                            |
|                      | Tries: Robinson , Popplewell , Geoghegan Curtis Con: Keyes (4) Pen: Keyes (5) | Reporte | Tries: Dawson Schultz Pen: Ferreira | Asistencia: 40.000 espectadores Árbitro(s): Keith Lawrence (Nueva Zelanda) | Asistencia: 40.000 espectadores Árbitro(s): Keith Lawrence (Nueva Zelanda) |

| 9 de octubre de 1991 | Escocia                                                                                          | 51 – 12 | Zimbabue                        | Estadio Murrayfield, Edimburgo,                                          |                                                                          |
|                      | Tries: Tukalo , Turnbull S. Hastings Stanger Weir White Con: Dods (5) Pen: Dods (2) Drop: Wyllie |         | Tries: , Garvey Con: (2) Currin | Asistencia: 35.000 espectadores Árbitro(s): Don Reordan (Estados Unidos) | Asistencia: 35.000 espectadores Árbitro(s): Don Reordan (Estados Unidos) |

| 14 de octubre de 1991 | Japón                                                                                             | 52 – 8 | Zimbabue              | Estadio Kingspan, Belfast,                                        |                                                                   |
|                       | Tries: Yoshida , Mashuho , Kutsuki , Horikoshi Luaiufi Matsuo Con: Hosokawa (2) Pen: Hosokawa (4) |        | Tries: Tsimba Nguruve | Asistencia: 9500 espectadores Árbitro(s): René Hourquet (Francia) | Asistencia: 9500 espectadores Árbitro(s): René Hourquet (Francia) |